# Caplacizumab
Le caplacizumab est un fragment d'anticorps monoclonal dirigé contre le facteur de von Willebrand et en cours de test contre le purpura thrombotique thrombocytopénique (PTTa).

## Mode d'action
Il se fixe sur le domaine du facteur de von Willebrand s'attachant sur le récepteur gplb des plaquettes (domaine A1) et a une action antithrombotique.

## Efficacité
Dans le purpura thrombotique thrombocytopénique, il permet la normalisation du nombre de plaquettes, avec cependant, un risque augmenté de saignement.